# Rasmus Gozzi
Rasmus Gozzi, folkbokförd Eric Gozzi Uselius, tidigare Rasmus Eric Viking Uselius, född 14 april 1993 i Uppsala domkyrkoförsamling, Uppsala län, är en svensk sångare, musikproducent och DJ. Han valde 2016 att satsa helt på musiken. Sedan dess har han bland annat släppt många låtar och album tillsammans med Fröken Snusk och Louise Andersson Bodin. 
Gozzi har även samarbetat med Dogge Doggelito. År 2021 hamnade han på Sverigetopplistans plats 6 med låten "Strypsex i ditt garage". År 2022 släppte han låten "Rid mig som en dalahäst" tillsammans med Fröken Snusk som hamnade på plats 1 på Sverigetopplistan. Samarbetet har blivit omskrivet då Gozzi 2024 anklagades för att ha manipulerat lyssnarsiffror på Spotify vilket ledde till att Spotify tillfälligt tog bort flera av Fröken Snusks och Gozzis låtar.  I april 2025 meddelade Gozzi att sångerskan som ursprungligen var Fröken Snusk lämnat Gozzi Records och bytts ut. Beskedet väckte uppmärksamhet bland lyssnare och i media.

## Diskografi

### Album
- 2017 - Vi Lever Life (med Louise Andersson Bodin)
- 2017 - Bäzta (med Dogge Doggelito)
- 2017 - Julmusik (med Jessica Bohlin)
- 2018 - Ung en gång (med Louise Andersson Bodin)
- 2019 - Barnkalas (med Louise Andersson Bodin)
- 2020 - ALBUM My Swedish Songs
- 2022 - Sex med din Daddy (med JeppsoN)
- 2022 - Jag vill ha dig här hos mig (med Fröken Snusk)
- 2022 - Sommar med Fröken (med Fröken Snusk)

### Singlar (i urval)
- 2016 - Utomlands (med Dogge Doggelito)
- 2016 - Vi drar till Magaluf (med Louise Andersson Bodin)
- 2016 - Galen i dig (med Jessica Bohlin)
- 2016 - Stefan Löfven (med Louise Andersson Bodin)
- 2017 - Russebuss (med Louise Andersson Bodin)
- 2020 - Klamydia
- 2020 - I mörkret hos mig
- 2021 - Strypsex i ditt garage
- 2021 - Ingen albatraóz i min raggarbil
- 2021 - Stefan Löfven 2.0 (med Louise Andersson Bodin)
- 2021 - Blah Blah Blah
- 2022 - Rid mig som en dalahäst (med Fröken Snusk)
- 2023 - "Trakten till Epan" med 1.Cuz & Fröken Snusk)